# Valeriana tessendorffiana
Valeriana tessendorffiana är en kaprifolväxtart som beskrevs av Graebner. Valeriana tessendorffiana ingår i släktet vänderötter, och familjen kaprifolväxter. Inga underarter finns listade i Catalogue of Life.